# Diopsina schulteni
Diopsina schulteni är en tvåvingeart som beskrevs av Feijen 1978. Diopsina schulteni ingår i släktet Diopsina och familjen Diopsidae.
Artens utbredningsområde är Togo. Inga underarter finns listade i Catalogue of Life.